# Skånsk hättemossa
Skånsk hättemossa (Orthotrichum scanicum) är en bladmossart som beskrevs av Grönvall 1885. Skånsk hättemossa ingår i släktet hättemossor, och familjen Orthotrichaceae. IUCN kategoriserar arten globalt som livskraftig. Enligt den svenska rödlistan är arten nationellt utdöd i Sverige. . Arten har tidigare förekommit i Götaland och Gotland men är numera lokalt utdöd. Artens livsmiljö är skogslandskap, jordbrukslandskap. Inga underarter finns listade i Catalogue of Life.